# Gradistye várkastélya
Gradistye várkastélya (horvátul: Utvrda Gradište) egy középkori várhely Horvátországban, Pozsega-Szlavónia megyében, Gradistye település határában.

## Fekvése
Gradistye településtől északra, a Krndija-hegység egyik 235 méteres magaslatán állt.

## Története
1343-ban Lajos király a gradistyei birtokot Szécsi Miklós szlavón bánnak és testvérének Ivánkának adományozta. Az adománylevélben a birtok „Poss. Gradyscha” alakban szerepel. Az ő utódaik a Szécsiek és felső-lendvai Herczegek birtokolták az uradalmat a 14. és a 15. században is az 1413-ban itt épített várkastéllyal együtt. Róla kapta a nevét a település. 1347-ben, majd 1413-ban is említik Szent Miklós tiszteletére szentelt kőtemplomát. 1413-ban 68 jobbágytelek tartozott hozzá és vámszedőhely volt.  1440-1441-ben I. Ulászló hívei megostromolták, majd újra a Szécsieké volt. A várkastély alatti település 1483-ban vásártartási joggal rendelkezett, 1499-ben pedig mezővárosként (oppidum) említik. Utolsó írásos említése 1535-ben történt, amikor Ferdinánd király Tahy Istvánnak engedte át. A török az 1536. szeptember 15. és november 6. közötti időben foglalta el. Ezután már nem szerepel az írott forrásokban.